# NGC 4021
NGC 4021 је елиптична галаксија у сазвежђу Береникина коса која се налази на NGC листи објеката дубоког неба.
Деклинација објекта је + 25° 5' 1" а ректасцензија 11h 59m 2,5s. Привидна величина (магнитуда) објекта NGC 4021 износи 14,8 а фотографска магнитуда 15,8. NGC 4021 је још познат и под ознакама MCG 4-28-112, CGCG 127-124, ARAK 339, NPM1G +25.0271, PGC 37730.